# Northam (Australia)
Northam – miasto w Australii, w stanie Australia Zachodnia.